# 矢羽々恵匡
矢羽々 恵匡（やはば よしまさ、1980年9月5日 - ）は、テレビ静岡の社員。元アナウンサーである。

## 来歴
岩手県盛岡市出身。
盛岡大学文学部を卒業後、2004年4月に青森放送に入社。入社後すぐに『RABニュースレーダー』の天気担当と『うたラジ』のパーソナリティに抜擢され、その後も同年10月から2006年9月まで『ニュースレーダー』のキャスターを務めていた。名前の読みが難しく、視聴者が一目見ただけでは読めないことを想定してか、青森放送時代にはテレビでのテロップにふりがなが振ってあった。
2007年3月をもって青森放送を退社し、同年4月にテレビ静岡に入社した。2015年5月に同局編成部へ異動し広報を担当。

## 人物
- 青森放送時代のニックネームは「ヤッハー」。
- ミュージシャンのゆずの大ファンであり、青森放送時代には東北で2番目にゆずにはまっているアナウンサーと自称し、『うたラジ』でもゆずについて熱く語ることもあった。

## アナウンサー時代の担当番組

### 青森放送

#### テレビ
- RABニュースレーダー（天気キャスター：2004年4月 - 9月、ニュースキャスター：2004年10月 - 2006年9月、2006年10月以降は不定期でフラッシュニュースのナレーションを担当）
- @なまてれ（月曜の青森駅中継担当、2006年10月 - 2007年2月）

#### ラジオ
- うたラジ（2004年4月 - 2006年9月）
- 音楽しりとり（2006年10月 - 2007年3月）
- モーニングプロムナード 畑でグラッツェ（2006年10月 - 2007年3月）

### テレビ静岡
- テレビ静岡ニュース
- FNNスピーク
- FNNニュースJAPAN （ローカルニュース、不定期）
- まめサタ
- からくり侍 セッシャー1 第10話（木村英里との共演、2011年9月11日）
- おは・スポ!サンデー